# N-Space
n-Space war ein US-amerikanisches Entwicklungsstudio für Computerspiele, das 1994 von Erick S. Dyke, Dan O’Leary und Sean Purcell gegründet wurde. n-Space hat in seiner Geschichte für viele verschiedene Plattformen entwickelt, jedoch lag der Fokus seit 2001 meistens auf Nintendo-Konsolen, insbesondere Handheld-Konsolen.

## Geschichte
Die Gründer Erick S. Dyke, Dan O’Leary, und Sean Purcell arbeiteten zusammen an einem Projekt namens General Electric Aerospace (kurz GE Aerospace, heute Teil von Lockheed Martin), um fortgeschrittene Planspiele zu programmieren. Im Jahr 1991 wurde die 3D-Technologie in das Projekt integriert, um den kommerziellen Gewinn zu erhöhen. Dyke, O’Leary, und Purcell verbrachten zwei Monate in Kooperation mit Sega zur Konstruktion eines Arcade-Systems, das SEGA Model 2 genannt wurde. Im Jahr 1994 gründeten Dyke, O’Leary, und Purcell das Unternehmen n-Space, mit finanzieller Förderung des Unternehmens Sony Computer Entertainment, um Spiele für die lancierte Spielekonsole PlayStation zu entwickeln. Im Jahr 1997 brachte das Unternehmen Tiger Shark, ihr erstes Spiel für die PlayStation, auf dem Markt. Das 2005 veröffentlichte Spiel Geist wurde in Kooperation mit Nintendo entwickelt.
2011 kündigte n-Space sein größtes Projekt an, welches exklusiv für den Nintendo 3DS entwickelt wurde. Das Spiel namens Heroes of Ruin wurde in Kooperation mit Square Enix entwickelt und erschien im Juni 2012. 2015 veröffentlichte das Studio in Zusammenarbeit mit Digital Extremes sein erstes unabhängiges Spiel mit dem Titel Sword Coast Legends, ein Rollenspiel, welches im Dungeons-&-Dragons-Universum spielt. Ende März 2016 wurde die Schließung des Studios bekannt.

## Produzierte Videospiele
| Titel                                                | Publisher                | Plattform                                                   | Veröffentlichungsdatum |
| ---------------------------------------------------- | ------------------------ | ----------------------------------------------------------- | ---------------------- |
| Blood Stone                                          | Activision               | Nintendo DS                                                 | 02.11.2010             |
| 5 Micro Lab Challenge                                | Microsoft Studios        | Xbox 360/Kinect                                             | 02.07.2012             |
| Bug Riders: The Race of Kings                        | GT Interactive           | Microsoft Windows, PlayStation                              | 30.11.1997             |
| Call of Duty 4: Modern Warfare                       | Activision               | Nintendo DS                                                 | 05.11.2007             |
| Call of Duty: Black Ops                              | Activision               | Nintendo DS                                                 | 09.11.2010             |
| Call of Duty: Modern Warfare 3: Defiance             | Activision               | Nintendo DS                                                 | 08.11.2011             |
| Call of Duty: Modern Warfare – Mobilized             | Activision               | Nintendo DS                                                 | 10.11.2009             |
| Call of Duty: World at War                           | Activision               | Nintendo DS                                                 | 10.11.2008             |
| Carnival King                                        | Incredible Technologies  | WiiWare                                                     | 02.11.2009             |
| Danger Girl                                          | THQ                      | PlayStation                                                 | 06.09.2000             |
| Die Hard Trilogy 2: Viva Las Vegas                   | FOX Interactive          | Microsoft Windows                                           | 29.02.2000             |
| Die Hard Trilogy 2: Viva Las Vegas                   | FOX Interactive          | PlayStation                                                 | 29.02.2000             |
| Duke Nukem: Land of the Babes                        | GT Interactive           | PlayStation                                                 | 19.09.2000             |
| Duke Nukem: Time To Kill                             | GT Interactive           | PlayStation                                                 | 30.09.1998             |
| Geist                                                | Nintendo                 | Nintendo GameCube                                           | 15.08.2005             |
| GoldenEye 007                                        | Activision               | Nintendo DS                                                 | 02.11.2010             |
| GoldenEye: Rogue Agent                               | EA Games                 | Nintendo DS                                                 | 13.06.2005             |
| Golf Cart Ranger                                     | N-Space                  | iOS                                                         | 05.11.2010             |
| Hannah Montana: The Movie                            | Disney Interactive       | Xbox 360, Nintendo DS, Wii, PlayStation 3                   | 07.04.2009             |
| Heroes of Ruin                                       | Square Enix              | Nintendo 3DS                                                | 17.07.2012             |
| Jillian Michaels' Fitness Adventure                  | Majesco Entertainment    | Xbox 360/Kinect                                             | 08.11.2011             |
| Hue Pixel Painter                                    | Activision               | Nintendo DS                                                 | 18.11.2008             |
| Jaws: Ultimate Predator                              | Majesco                  | Nintendo 3DS                                                | 01.12.2011             |
| Marvel: Ultimate Alliance 2                          | Activision               | Nintendo DS, Wii, PlayStation 2                             | 16.09.2009             |
| Mary-Kate and Ashley: Crush Course                   | Acclaim Entertainment    | Microsoft Windows, PlayStation 2                            | 01.11.2001             |
| Mary-Kate and Ashley: Magical Mystery Mall           | Acclaim                  | PlayStation                                                 | 27.10.2000             |
| Mary-Kate and Ashley: Sweet 16 – Licensed to Drive   | Acclaim                  | Nintendo GameCube, PlayStation 2                            | 24.02.2003             |
| RollerCoaster Tycoon 3D                              | Atari                    | Nintendo 3DS                                                | 16.10.2012             |
| Rugrats: Studio Tour                                 | THQ                      | PlayStation                                                 | 10.11.1999             |
| Rugrats: Search for Reptar                           | THQ                      | PlayStation                                                 | 31.10.1998             |
| Skylanders: Giants                                   | Activision               | Nintendo 3DS                                                | 21.10.2012             |
| Skylanders: Swap Force                               | Activision               | Nintendo 3DS                                                | 13.10.2013             |
| Star Wars Battlefront: Elite Squadron                | LucasArts                | Nintendo DS                                                 | 03.11.2009             |
| Star Wars: The Force Unleashed                       | LucasArts                | Nintendo DS                                                 | 16.09.2008             |
| Sword Coast Legends                                  | Digital Extremes         | Microsoft Windows, Linux, Mac OS X, PlayStation 4, Xbox One | 03.09.2015             |
| Suits and Swords                                     | Sony Pictures Television | iOS, Android                                                | 31.01.2014             |
| Target Toss Pro: Bags                                | Incredible Technologies  | WiiWare                                                     | 17.11.2008             |
| Target Toss Pro: Lawn Darts                          | Incredible Technologies  | WiiWare                                                     | 27.09.2010             |
| TigerShark                                           | GT Interactive           | Microsoft Windows, PlayStation                              | 31.03.1997             |
| Toy Story 3: The Video Game                          | Disney Interactive       | Nintendo DS                                                 | 15.06.2010             |
| Toy Story 3: The Video Game – To The Rescue Edition  | Disney Interactive       | Nintendo DS                                                 | 15.06.2010             |
| TRON: Evolution                                      | Disney Interactive       | Nintendo DS                                                 | 07.12.2010             |
| TRON: Evolution: - Battle Grids                      | Disney Interactive       | Wii                                                         | 07.12.2010             |
| TRON: Evolution - Battle Grids: Championship Edition | Disney Interactive       | Wii                                                         | 07.12.2010             |
| Winx: Join the Club                                  | Konami                   | PlayStation Portable                                        | 07.05.2007             |